# Xaçmaç
Xaçmaç (armeniska: Խաճմաճ, Khachmej, Խաչմեջ, Khach’mach’, Խաչմաչ) är en ort i Azerbajdzjan.   Den ligger i distriktet Xocalı Rayonu, i den sydvästra delen av landet, 270 km väster om huvudstaden Baku. Xaçmaç ligger 1 177 meter över havet och antalet invånare är 202.
Terrängen runt Xaçmaç är kuperad. Runt Xaçmaç är det ganska glesbefolkat, med 42 invånare per kvadratkilometer.. Närmaste större samhälle är Müşkapat, 9,3 km öster om Xaçmaç. 
Trakten runt Xaçmaç består till största delen av jordbruksmark.